# Cseh terrier
Az cseh terrier (Cesky terrier) egy cseh kutyafajta.

## Történet
Kialakulása az 1940-es évekre tehető. A fajta kialakulása Dr. František Horák cseh genetikus nevéhez fűződik. Hivatalos elismerésre 1963-ban került sor.

## Külleme
Marmagassága 25-32 centiméter, tömege 6-10 kilogramm. Zömök testű, mozgékony, kis termetű terrier. Szürkéskék vagy világos kávészínű, selymes szőrzete jellegzetes szakállat és szemöldököt alakot. Feje megnyúlt, orrtükre nagy.

## Jelleme
Természete engedelmes és könnyen kezelhető. Kiváló jelzőkutya, nagyon szereti a gyerekeket.

## Képgaléria

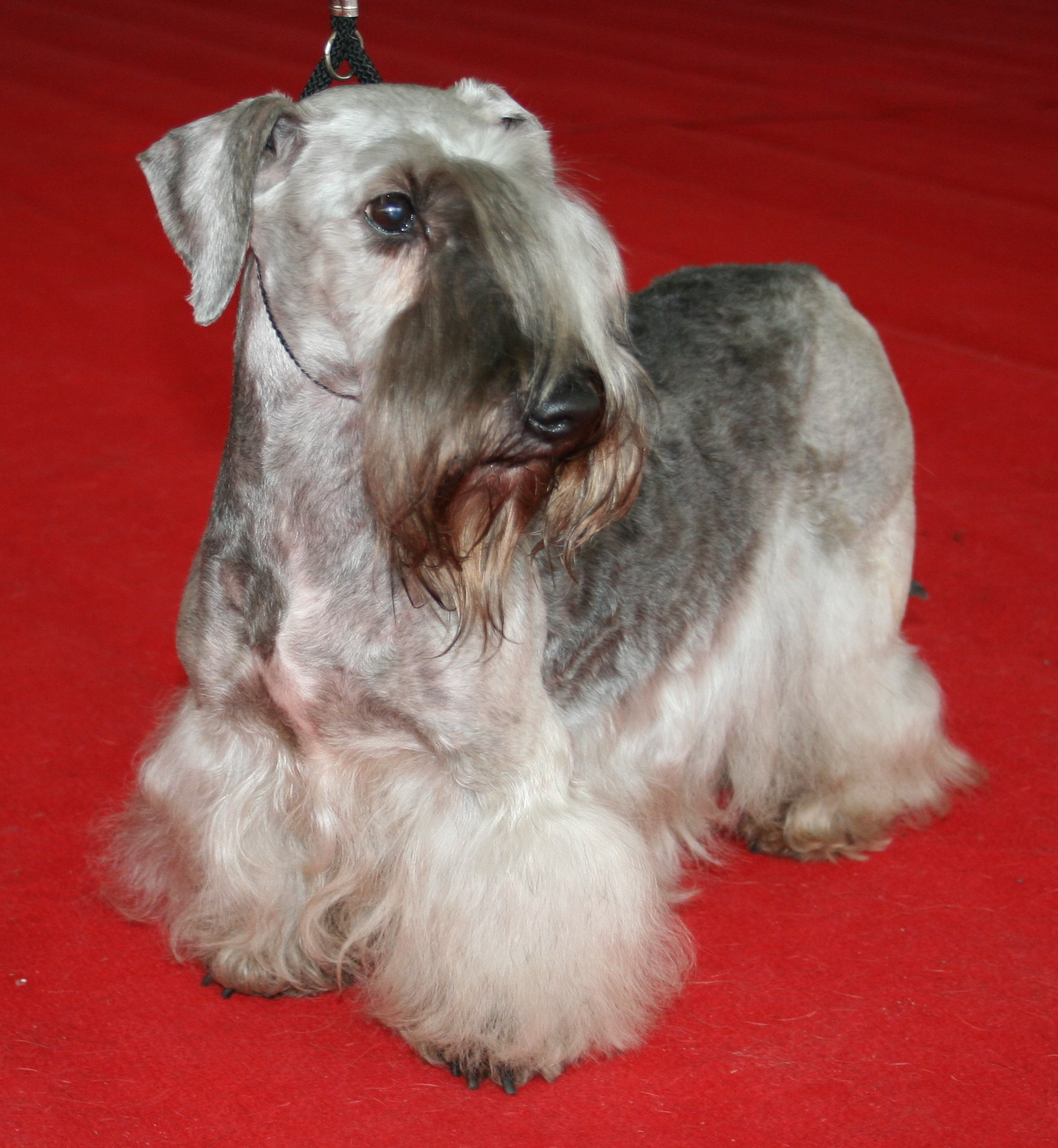
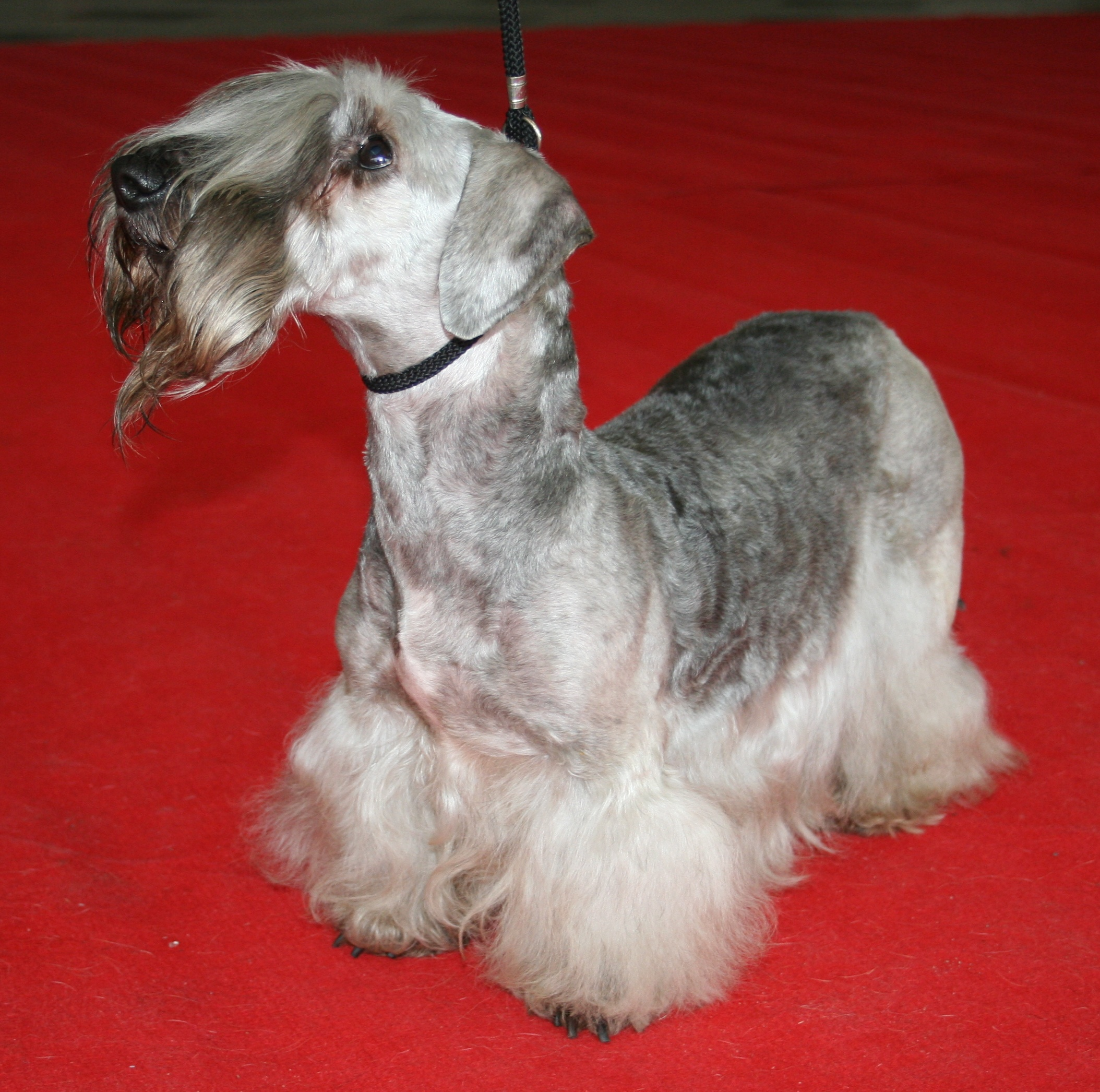
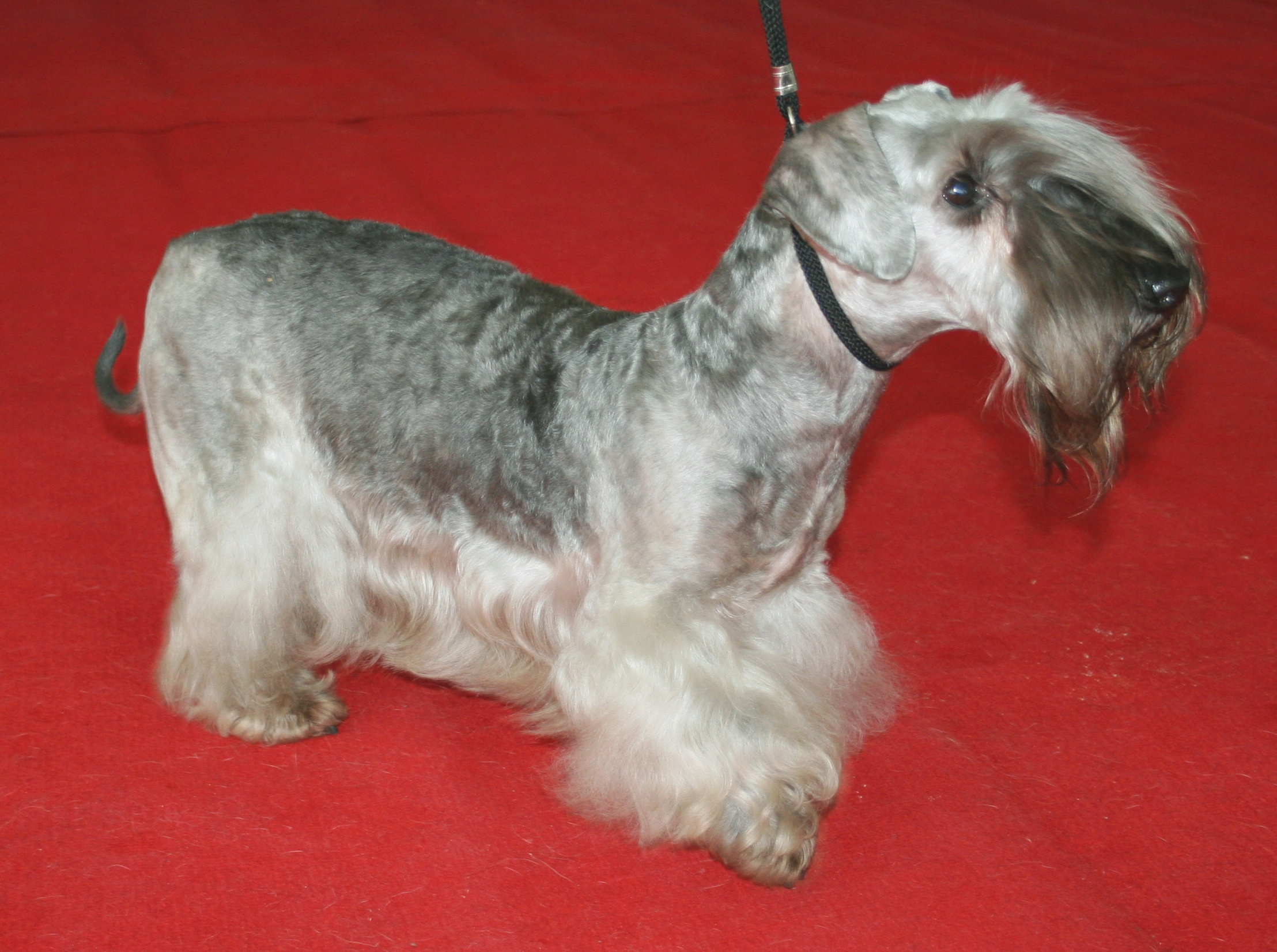
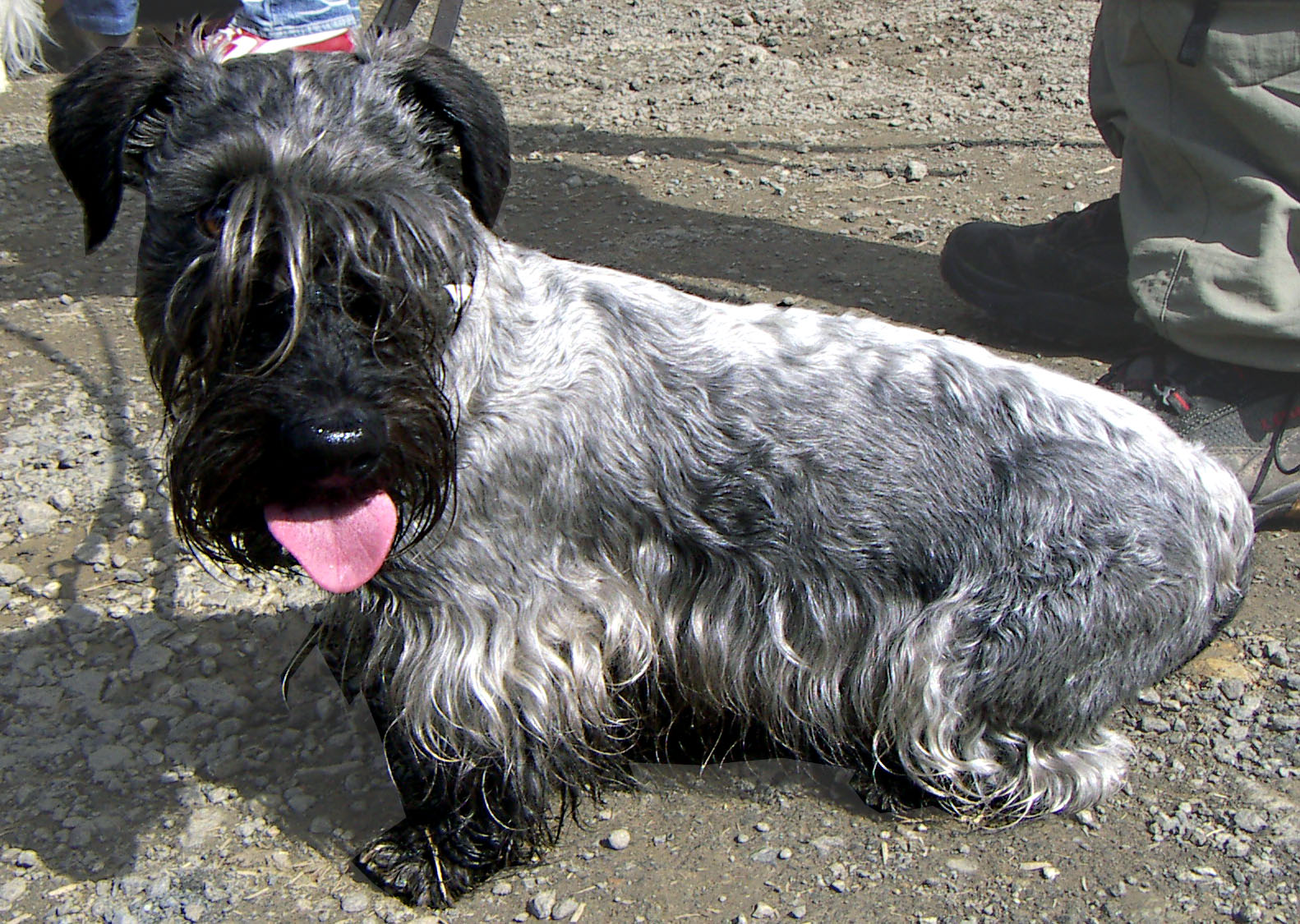